# پیتای نواری مالایایی
پیتای نواری مالایایی (نام علمی: Hydrornis irena) نام یک گونه از خانواده پیتا است که در تایلند، شبه‌جزیره مالایا و سوماترا یافت می‌شود. اتحادیه بین‌المللی حفاظت از طبیعت وضعیت حفاظت این گونه را نزدیک به تهدید ارزیابی کرده‌است.